# Aneta Michalska-Warias
Aneta Ewa Michalska-Warias – polska prawnik, doktor habilitowany nauk prawnych, profesor nadzwyczajny Uniwersytetu Marii Curie-Skłodowskiej w Lublinie, specjalistka w zakresie prawa karnego.

## Życiorys
W 2006 na podstawie napisanej pod kierunkiem Tadeusza Bojarskiego rozprawy pt. Przestępczość zorganizowana i prawnokarne formy jej przeciwdziałania otrzymała Wydziale Prawa i Administracji Uniwersytetu Marii Curie-Skłodowskiej w Lublinie stopień naukowy doktora nauk prawnych w zakresie prawa, specjalność: prawo karne, prawo karne materialne. Tam też uzyskała w 2016 stopień doktora habilitowanego nauk prawnych w zakresie prawa, specjalność: prawo karne
Została adiunktem w Instytucie Prawa Karnego Wydziału Prawa i Administracji Uniwersytetu Marii Curie-Skłodowskiej w Lublinie.
W 2018 w trakcie kryzysu wokół Sądu Najwyższego w Polsce zgłosiła swoją kandydaturę na sędziego Izby Kontroli Nadzwyczajnej i Spraw Publicznych Sądu Najwyższego.